# Gai Semproni Rútil
Gai Semproni Rútil (llatí: Gaius Sempronius Rutilus) va ser un magistrat romà del segle ii aC. Formava part de la branca plebea de la gens Semprònia.
Va ser elegit tribú de la plebs l'any 189 aC i va donar suport al seu col·lega Publi Semproni Grac en un judici públic contra Mani Acili Glabrió. Glabrió era candidat a censor però els optimats van impedir la seva elecció i el van desacreditar dient que s'havia quedat la meitat del botí de guerra en la lluita contra els etolis, i el seu propi legat, Marc Porci Cató, no li va fer costat. Llavors Glabrió es va retirar de la vida pública.